# Marek Goliszewski
Marek Zbigniew Goliszewski (ur. 10 listopada 1952 w Warszawie, zm. 30 kwietnia 2022) – polski ekonomista, dziennikarz i działacz gospodarczy, założyciel i prezes Business Centre Club.

## Życiorys

### Wykształcenie
Ukończył studia w Szkole Głównej Planowania i Statystyki w Warszawie, a także podyplomowe studia z zakresu dziennikarstwa na Uniwersytecie Warszawskim.
W czerwcu 2014 bronił w Katedrze Systemów Zarządzania na UW pracy doktorskiej pt. Wpływ sposobu organizacji dialogu społecznego na efekty gospodarcze na Wydziale Zarządzania Uniwersytetu Warszawskiego pod redakcją Andrzeja Zawiślaka. Celem pracy było uzasadnienie tezy głoszącej korelację efektywności gospodarki ze stopniem uczestnictwa obywateli w procesie tworzenia prawno-organizacyjnych warunków określających otoczenie działania przedsiębiorstw. Praca wywołała dyskusję głównie w mediach, które wskazywały na możliwy konflikt interesów między jej autorem i promotorem działającym również w BCC oraz na nienaukowy ich zdaniem charakter przedstawionej pracy. 29 października 2014 rada Wydziału Zarządzania UW odmówiła nadania Markowi Goliszewskiemu stopnia doktora nauk ekonomicznych w tym przewodzie.

### Działalność zawodowa i społeczna
Od 1979 związany z Polskim Towarzystwem Ekonomicznym. Był zastępcą kierownika Wydziału Młodzieży Akademickiej Związku Socjalistycznej Młodzieży Polskiej. Od 1982 publikował artykuły gospodarcze w tygodniku „Veto”. Został członkiem Międzynarodowej Federacji Dziennikarzy z siedzibą w Brukseli. W 1988 współtworzył i został redaktorem naczelnym czasopisma „Konfrontacje”, wydawanego przez RSW „Prasa-Książka-Ruch” na zlecenie rady krajowej Patriotycznego Ruchu Odrodzenia Narodowego. W 1989 stanął na czele Polskiej Fundacji Klubu Rzymskiego.
Po przemianach politycznych zaangażował się w działalność organizacji pozarządowych i organów doradczych. W 1991 był inicjatorem powołania zrzeszenia Business Centre Club. Od jego utworzenia do czasu swojej śmierci pełnił funkcję prezesa zarządu tej organizacji gospodarczej. Powoływany również w skład m.in. zarządu Towarzystwa Polska-Wschód (1993), Społecznej Rady Planowania przy Centralnym Urzędzie Planowania (1994), Polskiego Forum Akademicko-Gospodarczego (1993), Rady Integracji Europejskiej (1996), Narodowej Rady Integracji Europejskiej (2002). W 2010 został prezesem Stowarzyszenia Euro-Atlantyckiego, którym kierował do 2020. Pełnił też funkcję wiceprzewodniczącego Trójstronnej Komisji ds. Społeczno-Gospodarczych.
Organizował Forum Dialogu, skupiające różne podmioty społeczne (związki zawodowe, stowarzyszenia i inne). W wyborach w 2001 bez powodzenia kandydował do Senatu z ramienia Bloku Senat 2001 (z rekomendacji Unii Wolności). W 2010 prezydent RP Lech Kaczyński powołał go na członka Narodowej Rady Rozwoju. W 2011 ponownie bezskutecznie ubiegał się o mandat senatora (z ramienia Obywateli do Senatu). Wchodził w skład Komitetu Wspierania Muzeum Historii Żydów Polskich Polin w Warszawie.

## Odznaczenia i wyróżnienia
W 2012 prezydent Bronisław Komorowski odznaczył go Krzyżem Komandorskim Orderu Odrodzenia Polski. Nagradzany za działalność społeczną, m.in. tytułem Przyjaciel Ludzi Bezdomnych (1996) i Laurem Stokrotek Dobroci (2005).

## Życie prywatne
W młodości uprawiał wyczynowo zapasy, brał udział m.in. w Letniej Uniwersjadzie 1973 w Moskwie. Był żonaty z Marią, miał syna Franciszka. Został pochowany na cmentarzu w Józefowie.

## Publikacje
- Stąd do przyszłości, Wydawnictwo Studio Emka, Warszawa 2005.